# Französisch-polnisches Bündnis (1524)
Das Bündnis zwischen Frankreich und Polen-Litauen wurde 1524 zwischen dem französischen König Franz I. und dem polnisch-litauischen König Sigismund I. geschlossen.

## Vorgeschichte
Franz I. suchte nach Verbündeten in Mittelosteuropa gegen Kaiser Karl V. Die polnisch-litauischen Jagiellonen regierten Anfang des 16. Jahrhunderts in Polen-Litauen, Ungarn und Böhmen, verfolgten jedoch bisher eine freundschaftliche Politik mit den Habsburgern, die durch zahlreiche Eheschlüsse untermauert wurde. 1518 heiratete jedoch Sigismund die mailändische Prinzessin Bona Sforza, deren Familie den Habsburgern feindlich gesinnt war. Sigismund hingegen stand dem Bündnis zwischen Karl und dem Moskauer Großfürstentum kritisch gegenüber.

## Beschlüsse
Das Bündnis wurde zwischen dem französischen Gesandten Antonio Rincon und dem polnischen Diplomaten Hieronim Łaski vorbereitet. Das Bündnis sollte durch die Heirat des französischen Erbfolgers Heinrich II. mit einer Tochter Sigismunds sowie des polnischen Thronfolgers Sigismund II. August mit einer Tochter von Franz untermauert werden. Franz sollte zudem den Sforza im Herzogtum Mailand gegen Karl zu Hilfe kommen. Das Bündnis wurde 1524 unterzeichnet.

## Nachgang
Franz verlor gegen Karl 1525 die Schlacht bei Pavia und die Hoffnungen der Sforzas auf die Rückgewinnung von Mailand erfüllten sich nicht. Im Jahr darauf fiel der letzte ungarisch-böhmische Jagiellone Ludwig II. in der Schlacht bei Mohács. Die Jagiellonen fanden einen Ausgleich mit den Habsburgern und das Bündnis mit Franz I. zerbrach.
Ludwig XIV. schmiedete mit den polnisch-litauischen Königen aus dem Haus Wasa erneut ein Bündnis gegen die Habsburger. Dieses zerbrach jedoch nach dem Thronverzicht Johann II. Kasimirs 1668. Johann III. Sobieski verweigerte sich einem Bündnis zwischen Frankreich, dem osmanischen Reich und Polen-Litauen. Stattdessen nahm er an der Schlacht am Kahlenberg 1683 gegen die Osmanen teil und schloss mit den Habsburgern und der Republik Venedig die Heilige Liga.
1921 kam es zu einem gegen die Weimarer Republik gerichteten Bündnis Frankreichs mit der Zweiten Polnischen Republik.